# João Ricardo Riedi
João Ricardo Riedi (Mariano Moro, 6 de setembro de 1988) é um futebolista brasileiro que atua como goleiro. Atualmente defende o Fortaleza.

## Carreira

### Primeiros anos
Nascido em Mariano Moro, no Rio Grande do Sul, João Ricardo fez sua estreia no Concórdia em 2008. Mudou-se para Brusque pouco depois, sendo usado regularmente durante o período de dois anos.
Em 2010, João Ricardo se juntou ao Goiânia, mas voltou ao seu clube anterior no final do ano. Ele passou a jogar pelo Brusque em 2011, atuando na Série C do Campeonato Brasileiro.
Em 1 de agosto de 2012, João Ricardo assinou com o Paysandu, após um breve período em Marcílio Dias.
Em 12 de dezembro de 2012, mudou-se para o Veranópolis. Depois de mostrar seu talento, o jogador assinou com o Icasa. No dia 4 de janeiro de 2014, foi contratado pelo Paraná.

### América-MG
No dia 8 de junho de 2014, João Ricardo foi emprestado ao América Mineiro.
Em 2015, o goleiro foi um dos destaques da equipe mineira, que ficou em 4º lugar na Série B do Campeonato Brasileiro, conseguindo o acesso para a Série A do ano seguinte. Com o bom desempenho, renovou seu contrato com o clube até o final de 2018.
No ano de 2016, João conquistou seu primeiro título pelo América, o Campeonato Mineiro. Após se classificar em 4º lugar na primeira fase, a equipe comandada por Givanildo Oliveira eliminou o Cruzeiro nas semifinais, venceu o Atlético Mineiro por 2 a 1 no primeiro jogo da final (jogo em que João Ricardo defendeu um pênalti), no Independência, e com o empate em 1 a 1 no segundo jogo, sagrou-se campeão mineiro. O jogador recebeu o prêmio de melhor goleiro da competição. No mesmo ano, João Ricardo completou a marca de 100 jogos pelo clube.
Jogando pelo Coelho, começou a temporada 2017 na busca pelo bicampeonato estadual; no entanto, o América foi eliminado pelo Cruzeiro nas semifinais e ficou com a 3ª posição. João Ricardo chegou a sua terceira temporada seguida ultrapassando a marca de 50 jogos pelo América, e após uma campanha incrível do Coelho na Série B, sagrou-se campeão da competição.

### Chapecoense
No dia 2 de janeiro de 2019, João Ricardo acertou a sua ida para a Chapecoense.

## Títulos
América-MG
- Campeonato Mineiro: 2016
- Campeonato Brasileiro - Série B: 2017

Chapecoense
- Campeonato Catarinense: 2020
- Campeonato Brasileiro - Série B: 2020

Fortaleza
- Campeonato Cearense: 2023
- Copa do Nordeste: 2024

### Prêmios individuais
- Melhor goleiro do Campeonato Mineiro: 2016
- Goleiro do Mês do Campeonato Brasileiro: 2024